# كهف الملول
كهف الملول هي قرية لبنانية من قرى قضاء الضنية في محافظة الشمال.